# Bures-sur-Dives
Pour les articles homonymes, voir Bure.
Bures-sur-Dives (Bures avant 1944) est une ancienne commune française du département du Calvados  et la région Basse-Normandie, associée à Troarn du 1er juillet 1972 au 31 décembre 2016, date où elle est intégrée dans le territoire de la commune nouvelle de Saline le 1er janvier 2017.
En 2020, la commune de Saline est supprimée et celle de Troarn rétablie. Bures-sur-Dives retrouve son statut de commune associée.
Le bourg est situé au nord de Troarn près de la Dives.
La commune avait une superficie de 5,81 km2.

## Toponymie
Le nom de la localité est attesté sous les formes Bures en 1082 (Cartulaire de la Trinité), Burœ au XIIe siècle, Bur super Divam  au XIVe siècle (Pouillé de Bayeux)
De l'oïl bure, désignant à l’origine une habitation rurale, « hutte, habitation, étable ».
En décembre 1943, la commune de Bures, canton de Troarn, porte le nom de Bures-sur-Dives pour éviter les homonymies.

## Démographie
| 1793 | 1800 | 1806 | 1821 | 1831 | 1841 | 1846 | 1851 | 1856 |
| ---- | ---- | ---- | ---- | ---- | ---- | ---- | ---- | ---- |
| 306  | 234  | 317  | 298  | 312  | 316  | 307  | 306  | 320  |

| 1861 | 1866 | 1872 | 1876 | 1881 | 1886 | 1891 | 1896 | 1901 |
| ---- | ---- | ---- | ---- | ---- | ---- | ---- | ---- | ---- |
| 339  | 334  | 295  | 255  | 255  | 262  | 267  | 231  | 232  |

| 1906 | 1921 | 1926 | 1931 | 1936 | 1946 | 1954 | 1962 | 1968 |
| ---- | ---- | ---- | ---- | ---- | ---- | ---- | ---- | ---- |
| 237  | 157  | 156  | 180  | 194  | 135  | 170  | 224  | 236  |

| 1975 | 1982 | 1990 | 1999 | 2007 | 2012 | 2014 | 2019 | 2021 |
| ---- | ---- | ---- | ---- | ---- | ---- | ---- | ---- | ---- |
| -    | -    | -    | -    | 435  | 411  | 404  | 391  | 389  |

### Liste des maires
| Période                                  | Période | Identité | Étiquette | Qualité |
| ---------------------------------------- | ------- | -------- | --------- | ------- |
| Les données manquantes sont à compléter. |         |          |           |         |

| Période                                  | Période       | Identité      | Étiquette | Qualité |
| ---------------------------------------- | ------------- | ------------- | --------- | ------- |
| mars 2014                                | décembre 2016 | Didier Lefort |           |         |
| mai 2020                                 | En cours      | Didier Lefort |           |         |
| Les données manquantes sont à compléter. |               |               |           |         |

## Lieux et monuments
- L'église Saint-Ouen de Bures (milieu XVIIIe siècle, clocher restauré[12] après la Seconde Guerre mondiale).
- Le Manoir de Tourpes (XVIe siècle) : les façades et les toitures sont inscrites au titre des Monuments historiques depuis le 26 décembre 1928[13].